# チキンタツタ
チキンタツタとは、ファーストフードチェーンの日本マクドナルドが販売している、ハンバーガーの商品である。

## 概要
日本オリジナルメニューとして開発され、生姜醤油風味の鶏の竜田揚げやキャベツの繊切りをクリーミーで少し辛味のあるソースを合わせ、手作りである専用のバンズで挟む構成となっている。
包装材は、衛生紙や発泡スチロール製のものであったが、高さがあることから、後にボール紙（厚紙）の箱に収められて販売されるようになった。
1991年4月に期間限定商品として初登場し、1992年2月からレギュラーメニューになり、10年間以上にわたり人気となり客に好評であったが、2004年2月に鳥インフルエンザの影響で材料調達が困難となっていたことや、他のメニューと食材の共有が不可という理由もあったことから、店頭在庫がなくなり次第販売終了となった。
2008年9月にオリコンが実施した「復活してほしいファーストフードメニューランキング」で1位となり復活が熱望されていたことや、鳥インフルエンザが一段落したことから、2009年5月頃に埼玉県さいたま市にある数店舗限定の試験販売を経て、2009年9月25日から10月15日までの予定で復活したが、予想を超える売れ行きがあったため、5日前倒しの10月10日に販売終了した。価格は地域により異なっていた。
前回の期間限定復活時に予告されていたように、同年12月16日から再復活し、2010年1月11日まで販売した。
2010年、「マクドナルドの日本の味」第三弾で5月17日から6月中旬に再登場。
日本マクドナルドのテレビ広告や店舗の看板でも、チキンタツタを前面に押し出すなど期間限定主力商品としてアピールした。
2011年にも1年3か月ぶりに期間限定で8月12日から9月上旬に再登場。8月8日 - 12日の間マクドナルドのPCサイト上にて1日1回チキンタツタに関するトリビアクイズを出題して結果をTwitterで「#McD_ckn」のハッシュタグをつけてつぶやいた人の中から、1000円分のマックカードを毎日10名に抽選にてプレゼントするキャンペーンも行われた。
2011年8月12日の販売時点の価格はチキンタツタの単品が300 - 320円（地域によって金額が異なる）、バリューセット（マックフライポテトのM＋ドリンクのMサイズ付き）が610 - 640円といった価格で販売された（一部店舗を除く）。

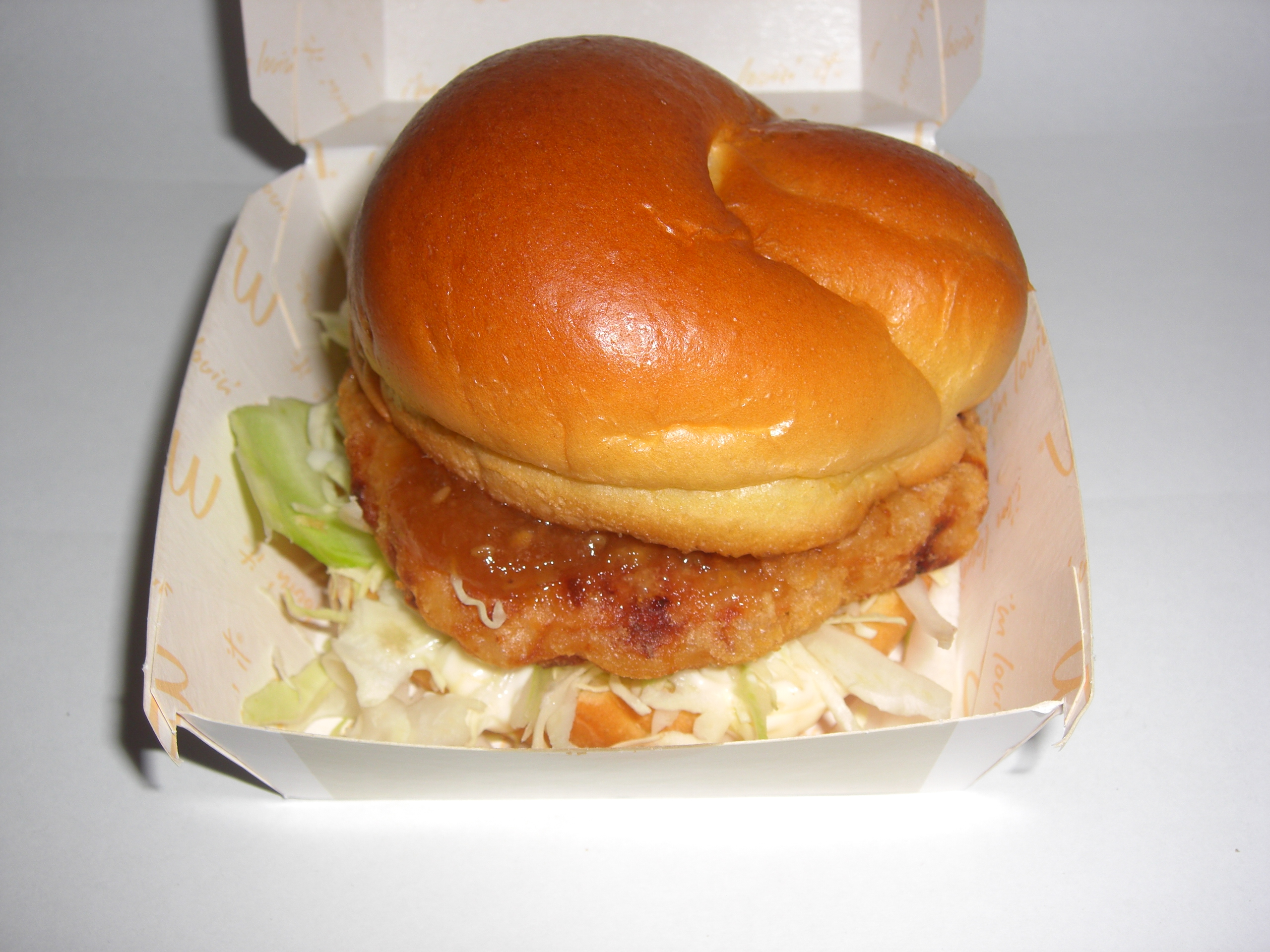
チキンタツタ和風おろし

また、2011年の12月16日から2012年1月上旬にも再度期間限定販売。「チキンタツタ」に加えて柚子風味の「和風おろしソース」を使った「チキンタツタ和風おろし」が販売された。
価格は同年8月時と同じくチキンタツタが単品300 - 320円（バリューセットが610 - 650円）、チキンタツタ和風おろしは単品320 - 340円（バリューセット630 - 670円）。
チキンタツタに新しいバリエーションメニューがつくられたのは20年間で初めての事である。
以降、1年に1回ほどのペースで期間限定で販売されている。2017年2月8日から3月7日にかけて行われた期間限定販売では「チキンタツタ」に加えて新たにタルタルソースを使った「チキンタルタ」が登場した。
2018年２月７日にはには初めてリニューアルが行われ、「“凄”『チキンタツタ』」と「“凄”『チキンタルタ』」として発売された。
2021年1月、チキンタツタの初登場から30周年を迎えたことを記念し、定番の「チキンタツタ」に加え、"甘酸っぱい青春"をイメージした瀬戸内レモンの爽やかな風味が特長のタルタルソースを合わせた新商品「チキンタツタ 瀬戸内レモンタルタル」を発売。キャンペーンのコンセプト「迷うって、青春だ。」をキャッチコピーに掲げ、人気漫画『タッチ』とコラボレーション。なお、CMソングはテレビアニメ『タッチ』の主題歌「タッチ」の替え歌を岩崎良美本人が歌唱。

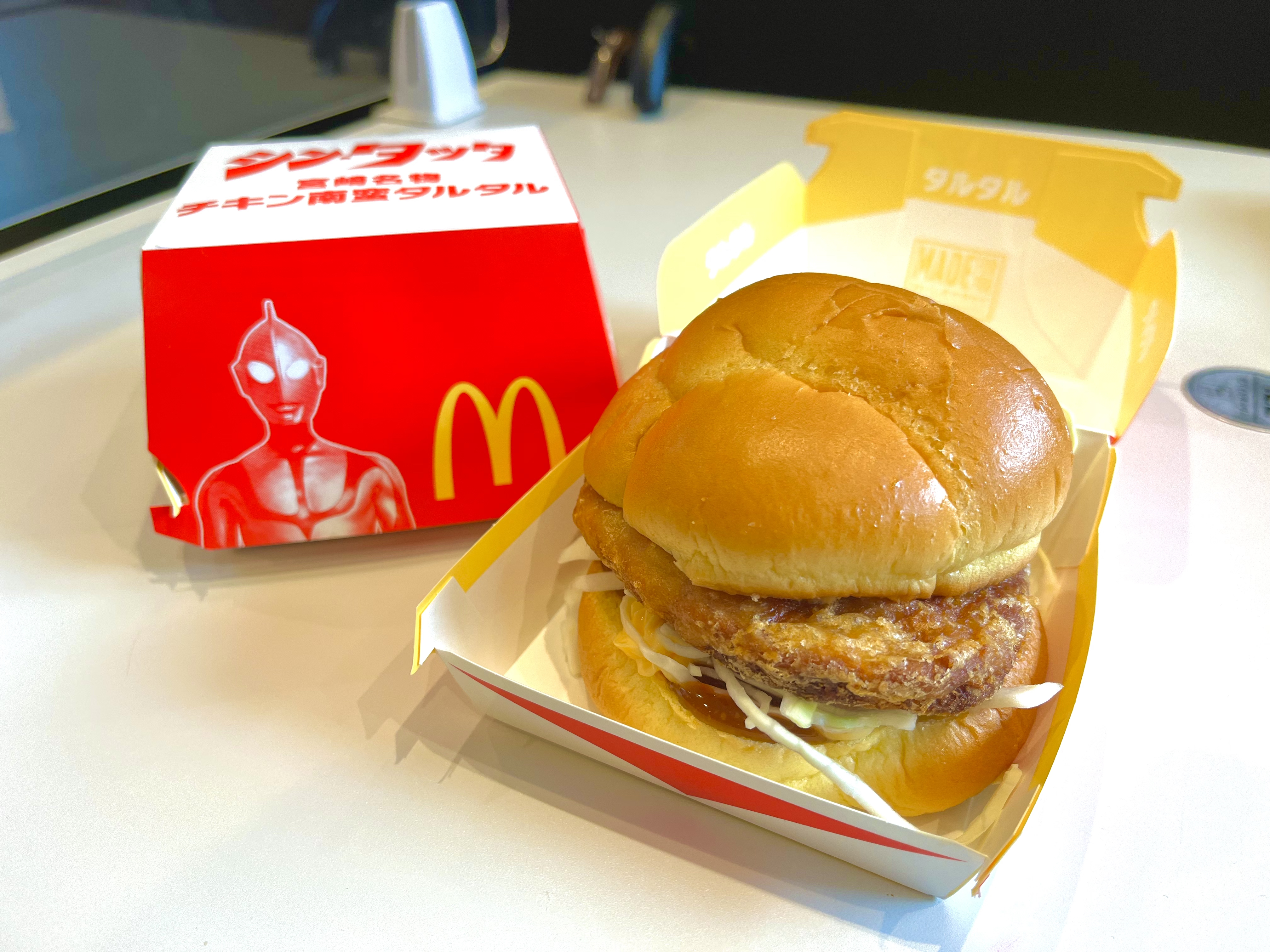
シン・タツタ 宮崎名物チキン南蛮タルタル

2022年4月20日より『帰ってきたウルトラマン』と「チキンタツタ」、映画『シン・ウルトラマン』と新商品「シン・タツタ 宮崎名物チキン南蛮タルタル」の2種類が全国のマクドナルドにて発売された。バーガーとドリンクは映画『シン・ウルトラマン』のウルトラマンのイラスト入りの限定カップで提供された。

## 略歴
- 1991年4月 - 期間限定メニューとして登場。
- 1992年2月 - レギュラーメニューとして発売。
- 2004年2月 - 販売終了。
- 2009年9月25日 - 期間限定販売。
  - 2009年10月10日 - 期間限定販売終了。
- 2009年12月16日 - 期間限定販売。
  - 2010年1月11日 - 期間限定販売終了。
- 2010年5月17日 - 期間限定販売。
  - 2010年6月中旬 - 期間限定販売終了。
- 2011年8月12日 - 期間限定販売。
  - 2011年9月上旬 - 期間限定販売終了。
- 2011年12月16日 - 期間限定販売。
  - 2012年1月上旬 - 期間限定販売終了。
- 2012年4月20日 - 期間限定発売。
- 2012年12月10日 - 期間限定発売[22]。
- 2014年7月31日 - 期間限定発売[23]。
- 2015年11月24日 - 期間限定発売。
- 2017年2月8日 - 期間限定発売。
- 2018年2月7日 - 発売以来初となるリニューアルで「凄チキンタツタ」として期間限定発売[19]。
- 2019年2月13日 - 期間限定発売。
- 2020年5⽉13⽇ - 期間限定発売。
- 2021年1月27日 - 期間限定発売。新商品「チキンタツタ 瀬戸内レモンタルタル」を発売。
- 2022年4月20日 - 期間限定発売。「チキンタツタ」、新商品「シン・タツタ 宮崎名物チキン南蛮タルタル」を発売[21]。
- 2023年4月19日 - 期間限定発売。新商品「ゆず香る おろしチキンタツタ」を発売。
- 2024年4月17日 - 期間限定発売。新商品「油淋鶏チーズ チキンタツタ」を発売。
- 2025年4月16日 - 期間限定発売。新商品「タルタル南蛮 チキンタツタ」を発売。